# Hiller YH-32 Hornet
Хиллер YH-32 Хорнет (англ. Hiller YH-32 Hornet, индекс производителя — HJ-1) — легкий двухместный вертолёт с реактивным приводом несущего винта. Создан в США компанией «Hiller Aircraft» в 1953 году. 

Строился небольшой серией для оценочных испытаний в армии и флоте США.

## Конструкция вертолета
Hiller HJ-1 Hornet имел реактивный привод несущего винта. На законцовке каждой из двух его лопастей устанавливался прямоточный воздушно-реактивный двигатель (ПВРД) Hiller 8RJ2B. Собственно двигатель весил 5,7 кг при мощности в 45 л. с. и работал на автомобильном бензине. Для обеспечения запуска этих ПВРД ротор раскручивался до ста пятидесяти оборотов в минуту с помощью электрического пускового двигателя. Первые модели не имели рулевого винта, впоследствии для улучшения эффективности управления по рысканью был установлен однолопастный хвостовой винт.

## Испытания

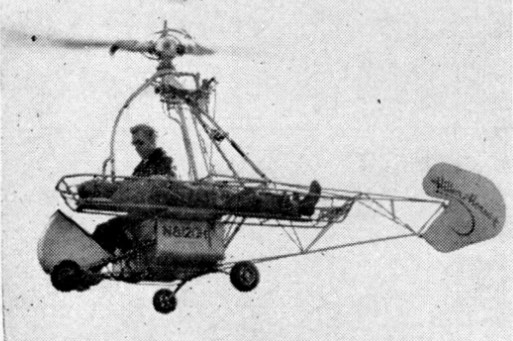
Испытания вертолёта в 1951 году

Вертолёт был построен в количестве четырнадцати[уточнить] экземпляров (варианты модификаций HJ-1, YH-32, YH-32A, YH-32s, XHOE-1) и прошёл статические и лётные испытания. До их начала успешно был испытан двигатель Hiller 8RJ2B, в 1954 получивший сертификат типа. В ходе лётных испытаний вертолёта были выявлены как положительные, так и отрицательные свойства машины. К положительным можно было отнести значительную простоту конструкции вертолёта - отсутствие сложной механической трансмиссии, лёгкость в управлении, высокую стабильность работы двигателей, простоту их эксплуатации и замены.
Однако уникальная конструкция ротора придала вертолёту и совершенно особенные, отличные от других машин, характеристики, которые можно счесть как преимуществом, так и недостатком. В частности, резко усложнялась посадка на авторотации. При отключении двигателей большое лобовое сопротивление гондол двигателей быстро тормозило несущий винт. Машина начинала снижаться с большой вертикальной скоростью, порядка 18 м/с, и пилоту приходилось начинать вывод из авторотации («подрыв шага») на большой высоте: порядка 70-100 метров против 15-18 метров у обычных вертолетов. С другой стороны, массивные двигатели придавали ротору большой запас инерции — настолько значительный, что это зачастую позволяло, сразу после посадки на авторотации, взлететь и сесть снова.
Главным недостатком вертолёта явился высокий и неэффективный расход топлива и, как следствие — малая дальность полета: всего 45-50 км при запасе топлива в 200 литров, что равнялось приблизительно получасу полёта. Кроме того, факелы двигателей ослепляли пилота в тёмное время суток и делали вертолёт легко заметным издалека. Шум от работы двигателей также был очень высоким.
Все эти факторы привели к отказу военных (и возможных гражданских) заказчиков от закупки вертолёта. Всего к 1956 году было построено четырнадцать[уточнить] машин, несколько из них сейчас находятся в музеях США.

## Летно-технические характеристики
(Спецификации для модели HOE-1)
- Экипаж: 2
- Длина : 3.45 м
- Высота: 2.44 м
- Диаметр несущего ротора: 7 м
- Взлётный вес: 487 кг
- Вес пустого: 239 кг
- Максимальная скорость: 129 км/ч
- Крейсерская скорость: 111 км/ч
- Практический потолок : 3500 м
- Дальность: 45-50 км
- Силовая установка: 2xПВРД 8RJ2B на лопастях, каждый тягой 17 кг